# Wabi-sabi

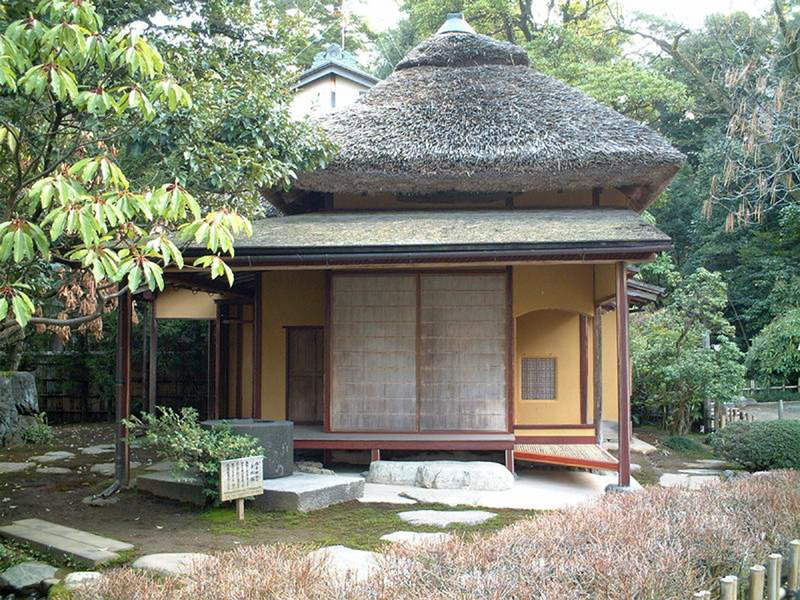
A casa de chá japonesa, que reflete a estética do wabi-sabi no jardim Kenroku-en (兼六园).

Wabi-sabi (侘寂?) é um ideal filosófico japonês, assim como uma abordagem estética centrada na aceitação da transitoriedade e da imperfeição dos objetos e dos seres humanos. Esta concepção é muitas vezes descrita como a do belo que é “imperfeito, impermanente e incompleto”. Wabi-sabi se desenvolveu como um conceito filosófico por volta do século XVI no Japão, durante o período Muromachi, com bases nos ideais do zen budismo. É um conceito derivado dos ensinamentos budistas das três marcas da existência (三法印 sanbōin?), nomeadamente anicca (impermanência), as outras duas sendo dukkha (sofrimento) e anatta (não-eu).
O wabi-sabi é a apreciação do despojamento, introduzida no Japão por Sen no Rikyu na cerimónia do chá. Refere-se ao viver uma vida comum com a simplicidade, com a insuficiência ou com a imperfeição, e está relacionado às doutrinas de desapego do Zen budismo. Estes conceitos estão representados na produção artística através do rústico, do imperfeito, do monocromático e do aspecto natural. Através do wabi e sabi, é possível o alcance do vazio da mente que traz tranquilidade. Wabi significa "quietude" e sabi se entende como "simplicidade", e expressam-se através do afeto que os japoneses possuem por simplicidade e subtileza.

## Contexto histórico
O wabi-sabi como união artística e filosófica surgiu no século XVI, fim da era medieval japonesa, quando o Xogum e seus samurais passaram a adotar a cerimônia do chá, ritual que refletia ensinamentos do Zen budismo ao induzir a paz e harmonia espiritual. O processo de infusão do chá e sua degustação eram utilizados para induzir uma contemplação profunda e que, mais tarde, se tornaria "uma religião do esteticismo [...], fundada na adoração do belo em meio aos fatos sórdidos da existência diária". Além disso, a bebida também auxiliava os soldados a manterem-se acordados em seus turnos de vigia.

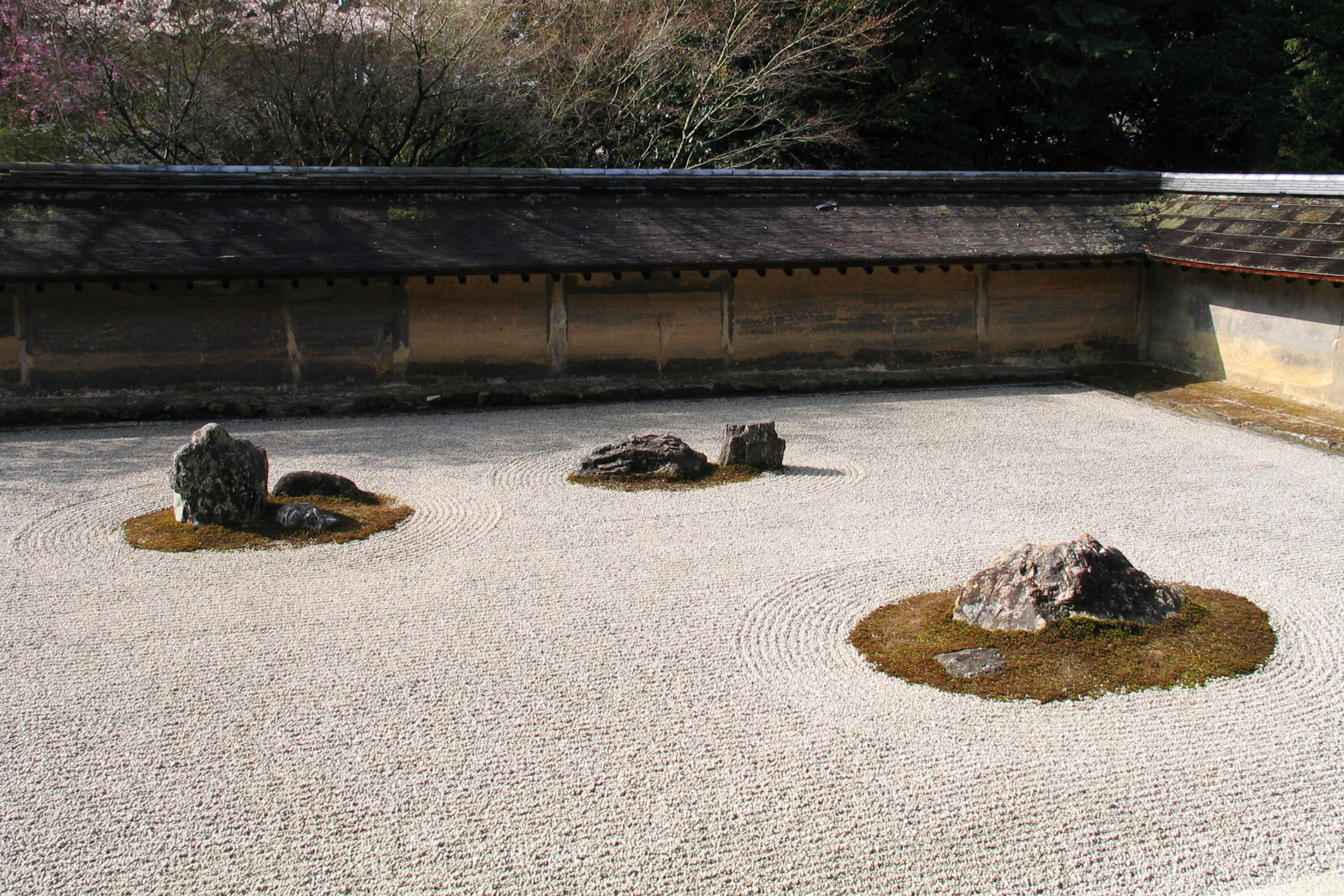
Jardim zen de Ryoan-ji. Foi construído durante o período Higashiyama.

Eventualmente, o ritual do chá se tornou um evento social importante para as classes mais baixas exibirem sua riqueza, com utensílios vindos da China, salas tradicionais enfeitadas com ouro, jardins exuberantes e ervas importadas. Contudo, Sen no Rikyu, um importante mestre de chá que trabalhava para Toyotomi Hideoyoshi aos poucos foi diminuindo o espaço físico das salas de chá e ressignificando sua estética de modo que se alinhasse com os ideais do Zen budismo. Rikyu substituiu extravagantes vasos de cerâmica por um feito de bambu, uma vasilha de bronze usada para armazenar água por um balde de poço e uma concha de marfim por outra também de bambu.
Essas transformações contribuíram para a criação de um estilo arquitetônico único, que depois passou a exercer influência em outros campos artísticos, como nas artes visuais, em peças teatrais - mais especificamente no teatro Noh - e na literatura - em escritores renomados como Osamu Dazai e Haruki Murakami.

## Origens
As raízes do wabi-sabi são altamente entreladas com o taoísmo chinês, religião que deu origem aos ideais que compõe a filosofia "wabisabiana". Expressões artísticas com essa características são datadas desde a dinastia Song, em obras cujos artistas seguiam uma espécie de contracultura, rejeitando os valores comumente exaltados pela realeza e optando pelo uso de materiais mais humildes e por uma representação mais simplória da vida e dos objetos. Nessa época, rituais similares à cerimônia do chá japonesa já eram praticados na China, principalmente em templos, por monges taoístas. Um monge japonês chamado Myoan Eisai foi responsável por levar o chá matcha - usado eventualmente na cerimônia de chá - da China para o Japão, popularizando seu consumo. Eisai mais tarde fundou a escola do Zen budismo no Japão, contribuindo para a disseminação desses princípios.
Contudo, a estética wabi-sabi só começa a ser conceituada na Era Muromachi e passa a representar um estilo apenas na Era Edo.

## Wabi-sabi no design

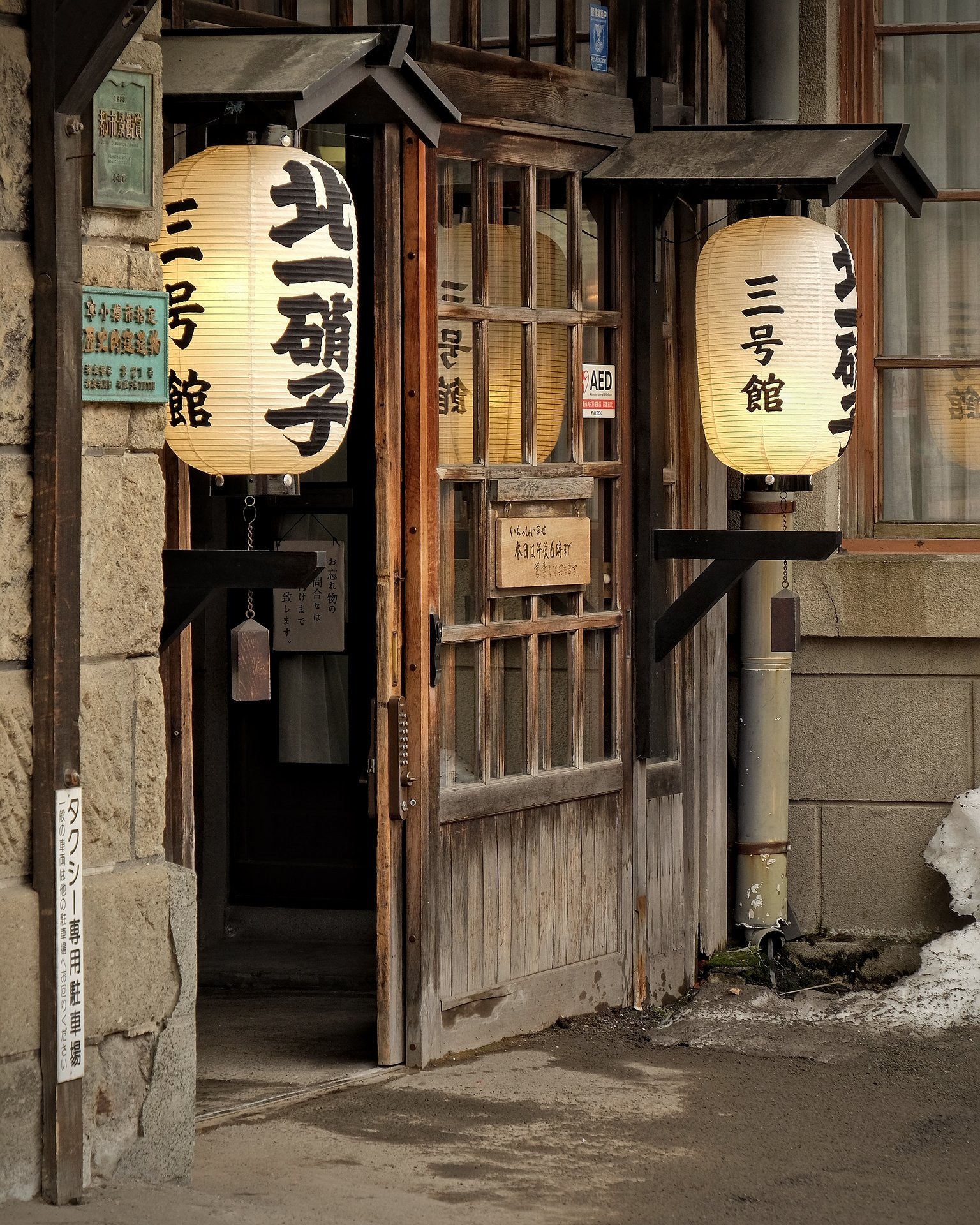
Casa Wabi-sabi.

O wabi-sabi exerce influência no design principalmente no campo da arquitetura e no design de interiores. Esse estilo é composto também de uma intervenção nórdica nos mobiliários, que seguem a usabilidade e as necessidades da cultura ocidental. Os materiais geralmente usados são juta, bambu, cânhamo, madeira crua, entre outros que transmitem naturalidade e até mesmo fragilidade. Na decoração de ambientes, são utilizados objetos que "contam uma história" e que transmitam conforto de modo que façam pessoas se sentirem acolhidas, livre das preocupações do dia a dia conturbado.
As características estéticas do wabi-sabi incluem assimetria, aspereza, simplicidade, economia, austeridade, modéstia, intimidade e a valorização da integridade ingênua de objetos e processos naturais. As obras que seguem esse estilo buscam retratar marcas da passagem do tempo, nostalgia, falhas, serenidade e irregularidade. A paleta de cores dessa corrente artística é predominantemente neutra, acompanhada de texturas e materiais crus que demonstram suas imperfeições e as "camadas da história".
De acordo com Haga Koshiro, no seu texto "A estética wabi através dos anos", as três qualidades dessa corrente são:
- simplicidade e beleza despretenciosa;
- beleza imperfeita e irregular;
- beleza austera e severa.